# باتشة
باتشة هي قرية في مقاطعة أصفهان، إيران. يقدر عدد سكانها بـ 455 نسمة بحسب إحصاء 2016.